# إي. إل. فارنزورث
إي. إل. فارنزورث هو سياسي أمريكي، ولد في 8 يناير 1863 في مقاطعة سانيلاك في الولايات المتحدة، وتوفي في 7 يناير 1940 في أولمبيا في الولايات المتحدة. انتخب عضو مجلس نواب واشنطن ‏.